# Смирные
Смирные — село в Покровском районе Орловской области.
Входит в состав Топковского сельского поселения.

## География
Расположено южнее посёлка Жигачёвка и восточнее деревни Слободка у слияния рек Винница и Дегтярка.
В селе имеются три улицы: Заречная, Лесная и Центральная.

## История
Между сёлами Богородицкое и Смирные существовала одна из самых известных церквей Малоархангельского — храм Успения Пресвятой Богородицы, приход которого составляли: сёла Богородицкое и Смирные, деревни Степанищева, Новая Слободка, Казначеевка и Лески, а также сельца Ивановка и Никольское.

## Население
| 2002 | 2010 |
| ---- | ---- |
| 153  | ↘102 |